# Zbigniew Kundzewicz
Zbigniew Władysław Kundzewicz (sinh ngày 4 tháng 12 năm 1950 tại Augustów, Ba Lan) là nhà thủy văn học và khí hậu học Ba Lan. Ông đồng thời là giáo sư Khoa học Trái đất, và là thành viên tương ứng của Viện Hàn lâm Khoa học Ba Lan và Viện hàn lâm châu Âu.

## Sự nghiệp giáo dục
Zbigniew Kundzewicz tốt nghiệp Khoa Điện tử tại Đại học Công nghệ Warszawa. Ông thăng hàm tiến sĩ (PhD) năm 1979, học hàm DSc năm 1985 về khoa học vật lý với chuyên ngành địa vật lý và thủy văn. Năm 1993, ông giữ chức giáo sư khoa học Trái đất. Năm 2010, ông là thành viên của Viện Hàn lâm Khoa học Ba Lan (PAS), và năm 2017 ông là thành viên của Viện Hàn lâm Châu Âu.
Từ 1974 đến 1989, ông làm việc tại Viện Vật lý Địa cầu trực thuộc Viện Hàn lâm Khoa học Ba Lan. Từ năm 1990, ông làm việc tại Viện Hàn lâm Khoa học Ba Lan về Môi trường Nông nghiệp và Rừng ở Poznań. Ông cũng là nhân viên nghiên cứu tại Viện Nghiên cứu Tác động Khí hậu Potsdam (2001-2016), một trong những trung tâm nghiên cứu biến đổi khí hậu hàng đầu thế giới.

## Nghiên cứu
Lĩnh vực nghiên cứu của Kundzewicz tập trung vào các hiện tượng thủy văn cực đoan như lũ lụt, đặc biệt là tác động của biến đổi khí hậu đối với tài nguyên nước. Ông là chuyên gia trong lĩnh vực này. Ông từng là chủ tịch của Ủy ban Viện Hàn lâm Khoa học Ba Lan về Nghiên cứu các mối đe dọa thiên tai. Từ năm 1994, ông là một trong những chuyên gia của Ủy ban Liên chính phủ về Biến đổi khí hậu (IPCC).
Ông đã xuất bản rộng rãi hơn 550 ấn phẩm khoa học do ông là tác giả hoặc đồng tác giả. Từ tháng 4 năm 1997 đến tháng 4 năm 2015, ông là Tổng biên tập Hydrological Sciences Journal (Tạp chí Khoa học Thủy văn).

## Các tác phẩm
- Kundzewicz, Z.W., Rosbjerg, D., Simonovic, S.P. & Takeuchi, K. (ed.), Extreme Hydrological Events: Precipitation, Floods and Droughts. IAHS Publ. No. 213, IAHS Press, Wallingford, U. K., pp. 459 + ix., 1993.
- Kundzewicz, Z.W. (ed.), New Uncertainty Concepts in Hydrology and Water Resources, Cambridge University Press, Cambridge, U.K., 322 pp., 1995.